# Tyrinna
Genre
Tyrinna est un genre de nudibranches de la famille des Chromodorididae.

## Répartition
Les espèces du genre Tyrinna se rencontre dans l'Est de l'océan Pacifique, dans l'océan Atlantique et dans les Caraïbes. Le genre est notamment présent au Cap Vert, à la Jamaïque, au Mexique, au Panama, au Pérou, au Brésil, en Argentine et au Chili.

## Description

### Diagnose
Le genre Tyrinna se distingue par ses tentacules, fortes et assez étranges, pourvues de plis sur la face interne. Le gland du pénis n'est pas armé.

### Description détaillée
Le manteau est lisse, doux et sans spicules. Il présente de petites bosses arrondies et de petits tubercules. Deux rangées de glandes sont présentes sur le bord du manteau, une rangée intérieure de grandes glandes et une rangée extérieure de glandes plus petites. Le milieu du dos est souvent tacheté. Les branchies sont simples, bipennées ou tripennées selon la taille de l'animal. Les tiges des mâchoires ont un bout bifide recourbé.
Les tentacules buccaux sont digitiformes avec un sillon longitudinal médian profond ou rainuré.
La dent rachidienne porte une cuspide remarquable avec quatre denticules. La formule radulaire présente autant de lignes que de nombre de dents par demi-rangée.
Une glande vestibulaire est présente. Le pénis et le vagin sont longs et enroulés. Une glande vestibulaire est présente. Le pénis n'est pas armé.

## Éthologie

### Alimentation

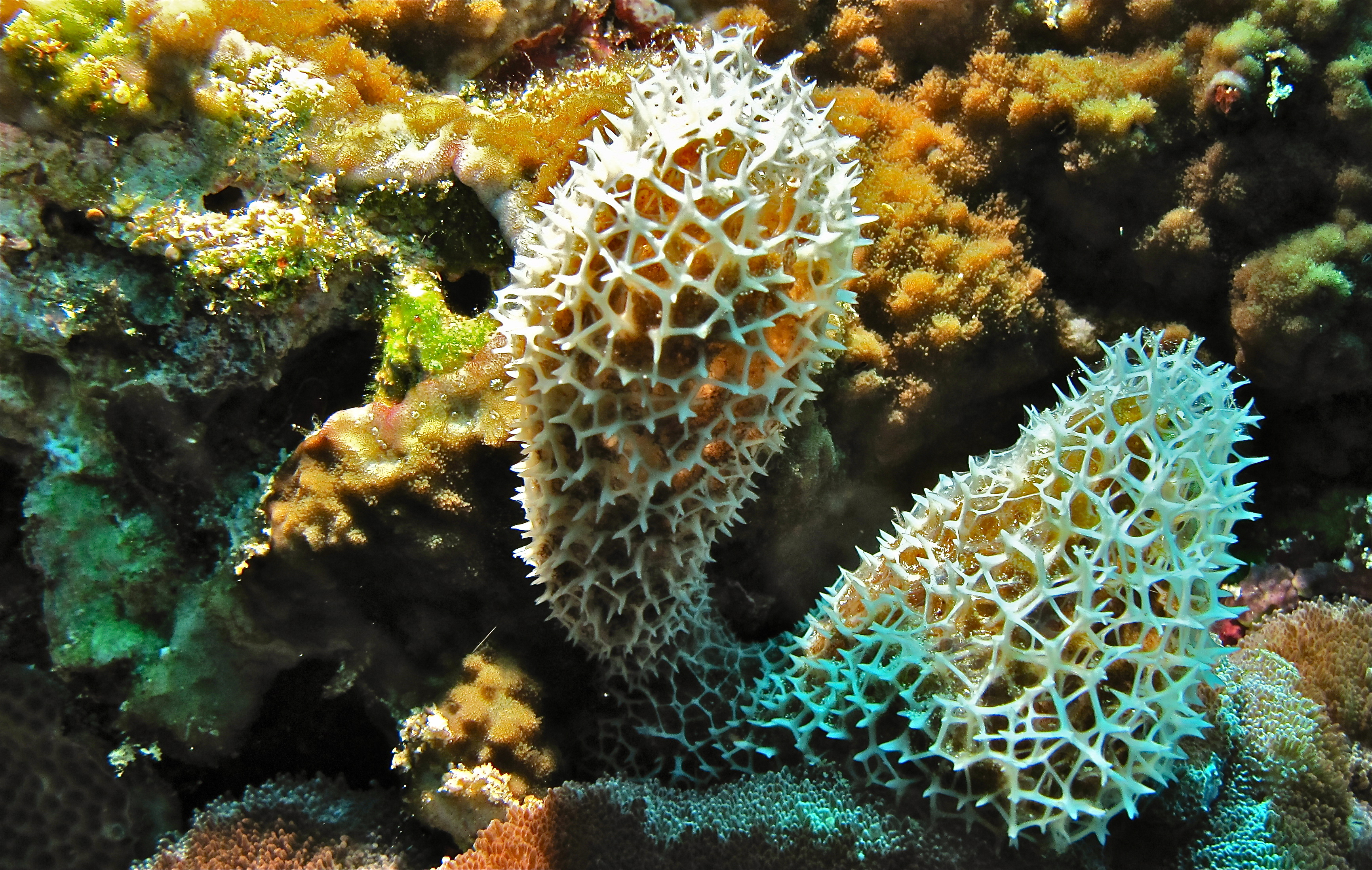
Éponge du genre Dysidea

Les espèces du genre Tyrinna ont été supposées se nourrir d'éponges du genre Dysidea sur la base de la présence dans leur manteau de métabolites secondaires (pallescensin A et dehydropallescensin-2) uniquement connus de Dysidea,,. Des observations directes confirment cette hypothèse pour ce qui concerne Tyrinna evelinae qui se nourrit également d'éponges chalinid (ordre des Haplosclerida) et qui suggère que le genre Tyrinna ne se nourrit pas exclusivement d'éponges dysideides.

## Liste des espèces
Le genre Tyrinna contient trois espèces selon World Register of Marine Species (27 octobre 2018) :
- Tyrinna burnayi (Ortea, 1988) [2]
- Tyrinna delicata (Abraham, 1877)[6],[2]
- Tyrinna evelinae (Er. Marcus, 1958)[2]

## Publication originale
- Bergh, R. 1898. Die Opisthobranchier der Sammlung Plate. Zoologische Jahrbücher, Fauna Chilensis, Supplement, 4: 481-582. [523] (BHL - p. 523)

## Taxonomie
Le genre Tyrinna a été érigé par le zoologiste danois Rudolph Bergh en 1898.
Le genre Tyrinna a été nommé en l'honneur de la poétesse grecque Tyrinna.